# ライスボウル
ライスボウル（英語: Rice Bowl）は、アメリカンフットボールの日本一決定戦。Xリーグの秋季シーズン決勝戦である。

## 概要
元々この大会は1948年から学生オールスターの東西対抗戦として1月15日の前後に行われてきたが、1983年度（1984年開催）から日本選手権として位置付けられ、学生代表と社会人代表が直接対決する形となり、併せて毎年1月3日に開催されるように変更された。2019–20シーズンまでの選出方法は以下の通り。
- 学生代表
  - 1983 - 2005年度と2009年度以降は甲子園ボウルの勝者。
  - 2006 - 2008年度は甲子園ボウルの勝者・東日本学生王者決定戦（シトロンボウル）の勝者・西日本学生王者決定戦（ウエスタンボウル）の勝者の3チームから学生代表決定委員会が選定する方式であった。
  - 2005年度までは甲子園ボウルが関東と関西の両連盟による対抗戦であったため、関東・関西以外の連盟の所属チームには出場権が無かった。2006年度より北海道・東北・中四国・九州の各学生アメリカンフットボール連盟の所属チームに対しても出場への門戸が開かれる形となり、制度上は全ての学生アメリカンフットボール連盟の所属チームに対してライスボウル出場の可能性が与えられることとなった。ただし、実際には上記3つのボウルゲームの出場資格を満たす北海道・東北・関東・関西・中四国・九州の各学生1部リーグ所属チームに限られていた（北陸及び東海学生1部リーグは関西学生Div.2〔2部〕に相当していたため、両リーグ所属チームは除外されていた）。2009年度から甲子園ボウルが「全日本大学アメリカンフットボール選手権大会」の決勝戦としてリニューアルされたため、これまで出場権が与えられていなかった地域を含めた全国8地区9チーム（関東のみ2チーム、他各地域代表1チームずつ、2016年度より関西のみ2チーム、他各地域代表1チームずつ、2019年度は関西の出場枠が1つ増え、計10チーム）のトーナメントで優勝したチームが出場する。
- 社会人代表[2]
  - 1983 - 86年度は日本実業団リーグの優勝チーム。
  - 1987年度以降は日本社会人選手権（旧称 東京スーパーボウル。これ以降クラブチームの出場が可能となる。1989年度から日本社会人アメリカンフットボールリーグの決勝戦を兼ねる。2003年度からジャパンエックスボウルに名称変更）の優勝チーム。

試合会場は1990年度（1991年開催）までは国立霞ヶ丘競技場陸上競技場であったが、1991年度（1992年開催）以降は東京ドームに移されている。
ライスボウルの最優秀選手（MVP）には、ポール・ラッシュ杯（清泉寮を興し、アメリカンフットボールを日本に広めたポール・ラッシュにちなむ）が贈られる。
大会名称の「ライス」の由来は、アメリカ合衆国カレッジフットボールのボウル・ゲームの名称が開催地の特産品、名産品（例：ローズボウル=バラ、シュガーボウル=砂糖、オレンジボウル=オレンジなど）の名をつけていることに倣い、日本では主食である米の英語名「ライス」を冠したものである。
以前は社会人が同好会のように活動していたため、練習量に勝る学生に勝つことがなかなかできず、ラグビーなどの他のスポーツと違い、学生チームの方が強いという状態であったが、オンワードオークス、リクルートシーガルズなど、ある程度の練習時間を確保できるチームが出現し、次第に他のスポーツ同様、社会人チームが学生チームを上回るようになった。
1988 - 1990年度の日大3連覇以後、大学チームは1995年度の京大、その後も2001年度の関西学院大まで社会人チームに勝てず、90年代を通じて“学連はライスボウルを獲れない”、“社高学低”といった評価がなされたが、立命館大の台頭などもあり、学生・社会人の力量は以前よりは拮抗する時期もあった。
しかし、2009年（平成21年）を最後に学生チームは10年程、社会人チームの後塵を拝していった。前述の通り、練習量を確保できる上に外国人選手の登録が各チーム4人（同時にフィールドに立てるのは2人）まで可能となり、スピードは辛うじて互角に渡り合えるとしてもスキル、特にフィジカルでは圧倒的に及ばなくなっており、開催そのものへの異議を唱える者がいることもまた事実であり、日本アメリカンフットボール協会側からも開催存続を前提にレギュレーションの見直しについて検討する旨言及されていた。
その様な中でも未だ正月の風物詩として、学生はどこまでやれるのかと注目度は高かった。当日には前座試合としてフラッグフットボール日本選手権大会決勝戦が、後座試合として女子タッチ・フットボールの全日本王座決定戦である「さくらボウル」が行われていた。2017年開催より、前座第一試合として「さくらボウル」が、前座第二試合として「関東中学生アメリカンフットボール オールスター戦」が開催されることになった。
しかし前述の通り、社会人チームと学生チームの実力差が顕著になったことを理由に、2020年度(2021年開催)を持って現行方式での大会を終了することになった。2021年1月30日、日本アメリカンフットボール協会の臨時理事会に於いて2021年度より対戦形式を見直し、大学生チームの出場を取り止め、ライスボウルの名称は継続しつつ、2022年1月3日に社会人優勝決定戦を「アメリカンフットボール日本選手権 ライスボウル」として開催する旨が決議された。これにより体裁上はジャパンエックスボウルをライスボウルに統合（大会の回次もライスボウルに引き継ぐ）・移譲させる形をとる。大学チームは甲子園ボウルで年間の日程を終えることとなった。
テレビ中継は2010年度（2011年開催）シーズンまでNHK教育テレビ、2011年度（2012年開催）シーズンよりNHK BS（旧BS1）で生中継されている。 なおNHK以外の中継は一時、Xリーグ中継局のスカイ・Aが録画中継を行ったこともあり、スカイ・A中継をKBS京都とテレビ埼玉がネットしたこともある。また1990年開催以後、東京ケーブルネットワーク（TCN）製作を受けており、TCNの自主放送チャンネルでも放送されていたこともある。

## 試合方式
- 15分4クオーター（計60分）、第74回大会より12分4クオーター（計48分）、第2・3クオーター間にハーフタイムを入れる。第77回大会は15分4クオーター、ハーフタイム30分で開催されることが、日本社会人アメリカンフットボール協会より大会実施要項として発表されている。
- 同点の場合は延長戦やコイントスはしないでそのまま試合終了とし双方の優勝とみなす。第75回大会よりタイブレークにて勝敗を決する（サドンデス方式ではない）。

## ハーフタイムショー
2022年シーズンの76回大会より、GAテクノロジーズの提供による「RICE BOWL HALFTIME SHOW presented by RENOSY」としてハーフタイムショーが行われた。有名アーティストが出演するコンサート形式のショーとなり、フィールド中央にステージを設け、エンターテイメント性を高めた演出が行われる。

## 大会協賛スポンサー
- - 2005年 帝人
- 2006年 - プルデンシャル生命保険
- 2014年以降は従来の表記のほか「プルデンシャル生命杯 Rice Bowl」としている。
- しかし、大会ごとに他の会社がスポンサーについていることがある。一例として2018年の第71回大会では、キッコーマンや
セブンイレブンなどが協賛していた。

## 過去の戦績

### 歴代成績

#### 学生東西オールスター対抗戦時代
| 回 | 開催年月日    | 会場                 | 関東 | スコア | 関西 |
| -- | ------------- | -------------------- | ---- | ------ | ---- |
| 1  | 1948年1月17日 | 明治神宮外苑競技場   | 関東 | 33-12  | 関西 |
| 2  | 1949年1月2日  | 明治神宮外苑競技場   | 関東 | 52-0   | 関西 |
| 3  | 1950年1月4日  | 明治神宮外苑競技場   | 関東 | 13-19  | 関西 |
| 4  | 1951年1月2日  | 明治神宮外苑競技場   | 関東 | 27-6   | 関西 |
| 5  | 1952年1月5日  | 明治神宮外苑競技場   | 関東 | 20-7   | 関西 |
| 6  | 1953年1月1日  | 明治神宮外苑競技場   | 関東 | 43-0   | 関西 |
| 7  | 1954年1月1日  | 明治神宮外苑競技場   | 関東 | 20-7   | 関西 |
| 8  | 1955年1月1日  | 明治神宮外苑競技場   | 関東 | 20-0   | 関西 |
| 9  | 1956年1月1日  | 明治神宮外苑競技場   | 関東 | 19-0   | 関西 |
| 10 | 1957年1月13日 | 後楽園競輪場         | 関東 | 13-21  | 関西 |
| 11 | 1958年1月1日  | 後楽園球場           | 関東 | 31-0   | 関西 |
| 12 | 1959年1月1日  | 国立霞ヶ丘陸上競技場 | 関東 | 25-0   | 関西 |
| 13 | 1960年1月1日  | 国立霞ヶ丘陸上競技場 | 関東 | 68-0   | 関西 |
| 14 | 1961年1月1日  | 国立霞ヶ丘陸上競技場 | 関東 | 22-12  | 関西 |
| 15 | 1962年1月1日  | 後楽園競輪場         | 関東 | 42-16  | 関西 |
| 16 | 1963年1月1日  | 後楽園競輪場         | 関東 | 40-8   | 関西 |
| 17 | 1964年1月1日  | 後楽園競輪場         | 関東 | 6-12   | 関西 |
| 18 | 1965年1月1日  | 国立霞ヶ丘陸上競技場 | 関東 | 44-6   | 関西 |
| 19 | 1966年1月15日 | 国立霞ヶ丘陸上競技場 | 関東 | 14-20  | 関西 |
| 20 | 1967年1月15日 | 国立霞ヶ丘陸上競技場 | 関東 | 30-34  | 関西 |
| 21 | 1968年1月15日 | 国立霞ヶ丘陸上競技場 | 関東 | 8-18   | 関西 |
| 22 | 1969年1月15日 | 国立霞ヶ丘陸上競技場 | 関東 | 16-12  | 関西 |
| 23 | 1970年1月15日 | 国立霞ヶ丘陸上競技場 | 関東 | 8-14   | 関西 |
| 24 | 1971年1月15日 | 国立霞ヶ丘陸上競技場 | 関東 | 6-28   | 関西 |
| 25 | 1972年1月16日 | 国立霞ヶ丘陸上競技場 | 関東 | 30-20  | 関西 |
| 26 | 1973年1月15日 | 国立霞ヶ丘陸上競技場 | 関東 | 26-28  | 関西 |
| 27 | 1974年1月13日 | 国立霞ヶ丘陸上競技場 | 関東 | 0-47   | 関西 |
| 28 | 1975年1月12日 | 国立霞ヶ丘陸上競技場 | 関東 | 31-7   | 関西 |
| 29 | 1976年1月11日 | 国立霞ヶ丘陸上競技場 | 関東 | 10-14  | 関西 |
| 30 | 1977年1月9日  | 国立霞ヶ丘陸上競技場 | 関東 | 7-21   | 関西 |
| 31 | 1978年1月16日 | 国立霞ヶ丘陸上競技場 | 関東 | 26-14  | 関西 |
| 32 | 1979年1月4日  | 国立霞ヶ丘陸上競技場 | 関東 | 21-0   | 関西 |
| 33 | 1980年1月4日  | 国立霞ヶ丘陸上競技場 | 関東 | 42-14  | 関西 |
| 34 | 1981年1月4日  | 国立霞ヶ丘陸上競技場 | 関東 | 35-15  | 関西 |
| 35 | 1982年1月10日 | 国立霞ヶ丘陸上競技場 | 関東 | 20-9   | 関西 |
| 36 | 1983年1月16日 | 国立霞ヶ丘陸上競技場 | 関東 | 37-34  | 関西 |

- 通算成績：
  - 関東 - 24勝
  - 関西 - 12勝

#### 日本選手権・学生VS社会人の日本一決定戦時代
開催回は学生オールスター時代から引き継がれている。
| 回 | 開催年 | 会場                 | 大学                     | スコア | 社会人                     |
| -- | ------ | -------------------- | ------------------------ | ------ | -------------------------- |
| 37 | 1984年 | 国立霞ヶ丘陸上競技場 | 京都大学ギャングスターズ | 29-28  | レナウンローバーズ         |
| 38 | 1985年 | 国立霞ヶ丘陸上競技場 | 日本大学フェニックス     | 53-21  | レナウンローバーズ         |
| 39 | 1986年 | 国立霞ヶ丘陸上競技場 | 関西学院大学ファイターズ | 42-45  | レナウンローバーズ         |
| 40 | 1987年 | 国立霞ヶ丘陸上競技場 | 京都大学ギャングスターズ | 35-34  | レナウンローバーズ         |
| 41 | 1988年 | 国立霞ヶ丘陸上競技場 | 京都大学ギャングスターズ | 42-8   | レナウンローバーズ         |
| 42 | 1989年 | 国立霞ヶ丘陸上競技場 | 日本大学フェニックス     | 47-7   | レナウンローバーズ         |
| 43 | 1990年 | 国立霞ヶ丘陸上競技場 | 日本大学フェニックス     | 42-14  | アサヒビールシルバースター |
| 44 | 1991年 | 国立霞ヶ丘陸上競技場 | 日本大学フェニックス     | 35-13  | 松下電工インパルス         |
| 45 | 1992年 | 東京ドーム           | 関西学院大学ファイターズ | 6-28   | オンワードオークス         |
| 46 | 1993年 | 東京ドーム           | 京都大学ギャングスターズ | 20-29  | アサヒビールシルバースター |
| 47 | 1994年 | 東京ドーム           | 関西学院大学ファイターズ | 23-28  | アサヒビールシルバースター |
| 48 | 1995年 | 東京ドーム           | 立命館大学パンサーズ     | 14-16  | 松下電工インパルス         |
| 49 | 1996年 | 東京ドーム           | 京都大学ギャングスターズ | 35-21  | 松下電工インパルス         |
| 50 | 1997年 | 東京ドーム           | 京都大学ギャングスターズ | 16-19  | リクルートシーガルズ       |
| 51 | 1998年 | 東京ドーム           | 法政大学トマホークス     | 0-39   | 鹿島ディアーズ             |
| 52 | 1999年 | 東京ドーム           | 立命館大学パンサーズ     | 16-30  | リクルートシーガルズ       |
| 53 | 2000年 | 東京ドーム           | 関西学院大学ファイターズ | 17-33  | アサヒビールシルバースター |
| 54 | 2001年 | 東京ドーム           | 法政大学トマホークス     | 13-52  | アサヒ飲料チャレンジャーズ |
| 55 | 2002年 | 東京ドーム           | 関西学院大学ファイターズ | 30-27  | アサヒ飲料チャレンジャーズ |
| 56 | 2003年 | 東京ドーム           | 立命館大学パンサーズ     | 36-13  | シーガルズ                 |
| 57 | 2004年 | 東京ドーム           | 立命館大学パンサーズ     | 28-16  | オンワードスカイラークス   |
| 58 | 2005年 | 東京ドーム           | 立命館大学パンサーズ     | 7-26   | 松下電工インパルス         |
| 59 | 2006年 | 東京ドーム           | 法政大学トマホークス     | 17-47  | オービックシーガルズ       |
| 60 | 2007年 | 東京ドーム           | 法政大学トマホークス     | 29-30  | オンワードスカイラークス   |
| 61 | 2008年 | 東京ドーム           | 関西学院大学ファイターズ | 38-52  | 松下電工インパルス         |
| 62 | 2009年 | 東京ドーム           | 立命館大学パンサーズ     | 17-13  | パナソニック電工インパルス |
| 63 | 2010年 | 東京ドーム           | 関西大学カイザース       | 16-19  | 鹿島ディアーズ             |
| 64 | 2011年 | 東京ドーム           | 立命館大学パンサーズ     | 0-24   | オービックシーガルズ       |
| 65 | 2012年 | 東京ドーム           | 関西学院大学ファイターズ | 28-38  | オービックシーガルズ       |
| 66 | 2013年 | 東京ドーム           | 関西学院大学ファイターズ | 15-21  | オービックシーガルズ       |
| 67 | 2014年 | 東京ドーム           | 関西学院大学ファイターズ | 16-34  | オービックシーガルズ       |
| 68 | 2015年 | 東京ドーム           | 関西学院大学ファイターズ | 24-33  | 富士通フロンティアーズ     |
| 69 | 2016年 | 東京ドーム           | 立命館大学パンサーズ     | 19-22  | パナソニックインパルス     |
| 70 | 2017年 | 東京ドーム           | 関西学院大学ファイターズ | 13-30  | 富士通フロンティアーズ     |
| 71 | 2018年 | 東京ドーム           | 日本大学フェニックス     | 9-37   | 富士通フロンティアーズ     |
| 72 | 2019年 | 東京ドーム           | 関西学院大学ファイターズ | 17-52  | 富士通フロンティアーズ     |
| 73 | 2020年 | 東京ドーム           | 関西学院大学ファイターズ | 14-38  | 富士通フロンティアーズ     |
| 74 | 2021年 | 東京ドーム           | 関西学院大学ファイターズ | 18-35  | オービックシーガルズ       |

- 通算成績：
  - 社会人代表チーム - 26勝
  - 大学代表チーム - 12勝

#### 日本選手権・社会人Xリーグ優勝決定戦時代
開催回は社会人代表チームと学生代表チームによる日本一決定戦の時代から引き継がれている。
| 回 | 開催年 | 会場       | 優勝                   | スコア | 準優勝                 |
| -- | ------ | ---------- | ---------------------- | ------ | ---------------------- |
| 75 | 2022年 | 東京ドーム | 富士通フロンティアーズ | 24-18  | パナソニックインパルス |
| 76 | 2023年 | 東京ドーム | 富士通フロンティアーズ | 29-21  | パナソニックインパルス |
| 77 | 2024年 | 東京ドーム | 富士通フロンティアーズ | 16-10  | パナソニックインパルス |
| 78 | 2025年 | 東京ドーム | パナソニックインパルス | 34-27  | 富士通フロンティアーズ |

## 出場チーム別戦績
チーム名の表記は全て直近の出場時の名称に統一。
| チーム名                 | 出場 | 優勝 | 準優勝 |
| ------------------------ | ---- | ---- | ------ |
| 関西学院大学ファイターズ | 14   | 1    | 13     |
| 立命館大学パンサーズ     | 8    | 3    | 5      |
| 京都大学ギャングスターズ | 6    | 4    | 2      |
| 日本大学フェニックス     | 5    | 4    | 1      |
| 法政大学トマホークス     | 4    | 0    | 4      |
| 関西大学カイザース       | 1    | 0    | 1      |

| チーム名                   | 出場 | 優勝 | 準優勝 |
| -------------------------- | ---- | ---- | ------ |
| オービックシーガルズ       | 9    | 8    | 1      |
| パナソニック インパルス    | 11   | 5    | 6      |
| 富士通フロンティアーズ     | 9    | 8    | 1      |
| レナウンローバーズ         | 6    | 1    | 5      |
| アサヒビールシルバースター | 4    | 3    | 1      |
| オンワードスカイラークス   | 3    | 2    | 1      |
| 鹿島ディアーズ             | 2    | 2    | 0      |
| アサヒ飲料チャレンジャーズ | 2    | 1    | 1      |